# Fiú +85 kg-os súlyemelés a 2010. évi nyári ifjúsági olimpiai játékokon
A 2010. évi nyári ifjúsági olimpiai játékokon a súlyemelés fiú +85 kg-os versenyszámát augusztus 19-én 11:00-kor rendezték meg a Toa Payoh Sports Hallban. A résztvevők legalább 85 kg-os testtömeggel indulhattak, felső határ nélkül.
A végeredménynél összeadódott az emelő legjobb szakítás és lökés eredménye. A versenyzőknek fogásnemenként három gyakorlat állt rendelkezésükre; az emelés eredménye a legnehezebb sikeresen felemelt súly volt.

## Eredmények
Az eredmények kilogrammban értendők.

### Végeredmény
| H     | Név                 | Nemzet             | Cs | Súly   | Szakítás | Szakítás | Szakítás | Szakítás | Lökés | Lökés | Lökés | Lökés | Össz. |
| H     | Név                 | Nemzet             | Cs | Súly   | 1        | 2        | 3        | E        | 1     | 2     | 3     | E     | Össz. |
| ----- | ------------------- | ------------------ | -- | ------ | -------- | -------- | -------- | -------- | ----- | ----- | ----- | ----- | ----- |
| Arany | Alireza Kazeminejad | Irán (IRI)         | A  | 155,82 | 148      | 155      | 160      | 155      | 190   | 196   | -     | 196   | 351   |
| Ezüst | Gor Minasyan        | Örményország (ARM) | A  | 123,02 | 155      | 155      | 160      | 160      | 190   | 190   | 195   | 190   | 350   |
| Bronz | Hassan Mohamed      | Egyiptom (EGY)     | A  | 102,19 | 140      | 145      | 150      | 150      | 170   | 180   | 185   | 180   | 330   |
| 4.    | Melih Akin          | Törökország (TUR)  | A  | 94,46  | 132      | 132      | 135      | 132      | 167   | 172   | 177   | 177   | 309   |
| 5.    | MK Sabaawi          | Irak (IRQ)         | A  | 96,47  | 130      | 133      | 137      | 137      | 160   | 160   | 160   | 160   | 303   |
| 6.    | Moises Sotelo       | Mexikó (MEX)       | A  | 119,99 | 125      | 125      | 132      | 132      | 157   | 166   | 166   | 157   | 289   |
| 7.    | Felipe Mansilla     | Guatemala (GUA)    | A  | 140,11 | 100      | 105      | 105      | 105      | 118   | 118   | 127   | 118   | 223   |

## Fordítás
Ez a szócikk részben vagy egészben  a   Weightlifting at the 2010 Summer Youth Olympics – Boys' +85 kg című angol Wikipédia-szócikk fordításán alapul.  Az eredeti cikk szerkesztőit annak laptörténete sorolja fel. Ez a jelzés csupán a megfogalmazás eredetét és a szerzői jogokat jelzi, nem szolgál a cikkben szereplő információk forrásmegjelöléseként.